# Belvís de la Jara
Belvís de la Jara ist ein Ort und eine zentralspanische Gemeinde (municipio) mit 1.428 Einwohnern (Stand: 2024) in der Provinz Toledo in der Autonomen Gemeinschaft Kastilien-La Mancha.

## Lage und Klima
Belvís de la Jara liegt am Nordrand der Montes de Toledo gut 110 km (Fahrtstrecke) westlich von Toledo in einer Höhe von ca. 450 m. Der Fluss Tajo begrenzt die Gemeinde im Norden. Das Klima im Winter ist rau, im Sommer dagegen trocken und warm; der eher Regen (ca. 686 mm/Jahr) fällt – mit Ausnahme der trockenen Sommermonate – übers Jahr verteilt.

## Bevölkerungsentwicklung
| Jahr      | 1970 | 1981 | 1991 | 2001 | 2011 | 2021 |
| Einwohner | 3122 | 2062 | 1901 | 1700 | 1814 | 1543 |

Aufgrund der Mechanisierung der Landwirtschaft und der Aufgabe von bäuerlichen Kleinbetrieben ist die Einwohnerzahl der Gemeinde seit der Mitte des 20. Jahrhunderts zurückgegangen.

## Sehenswürdigkeiten
- Andreaskirche (Iglesia de San Andrés)

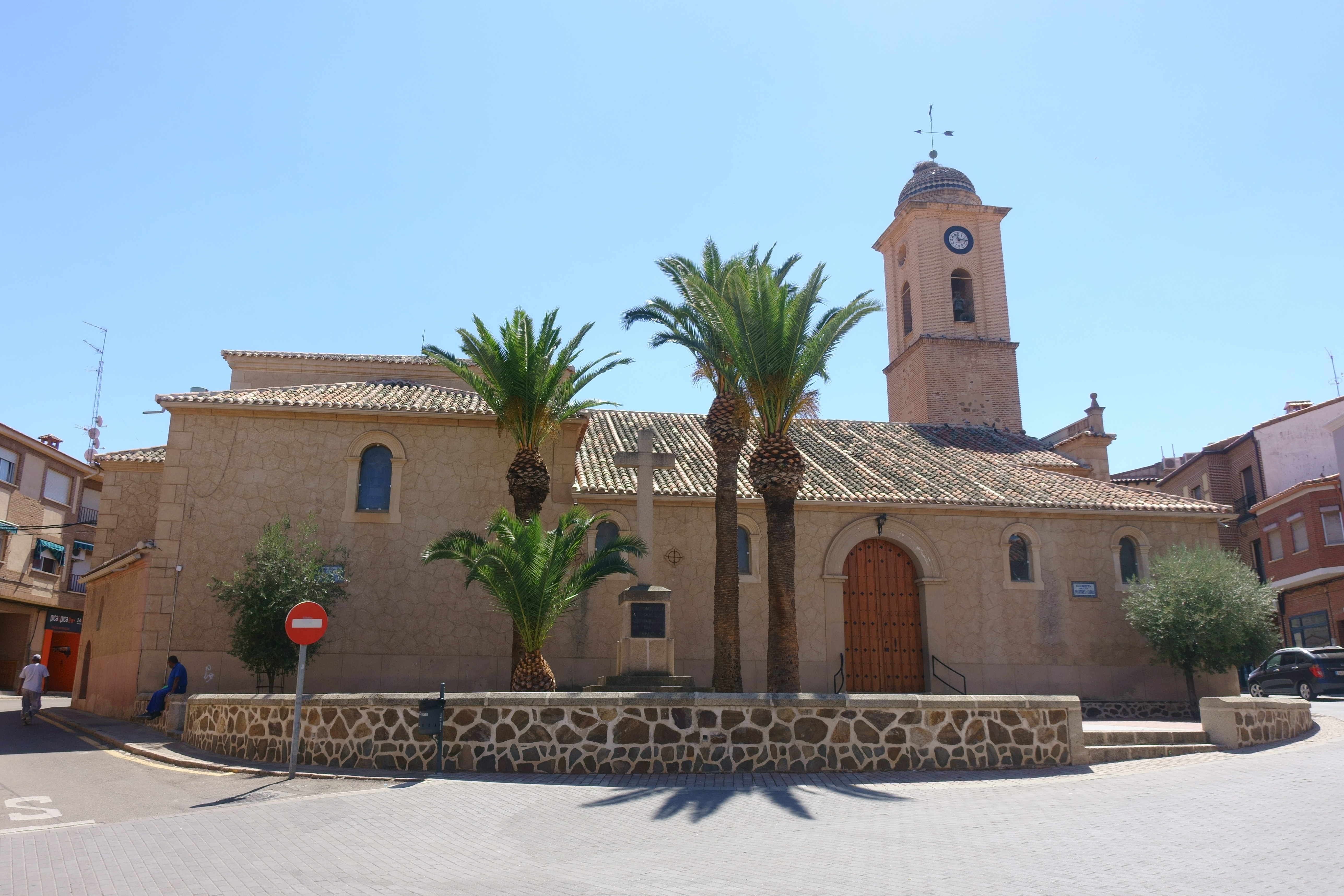
Andreaskirche
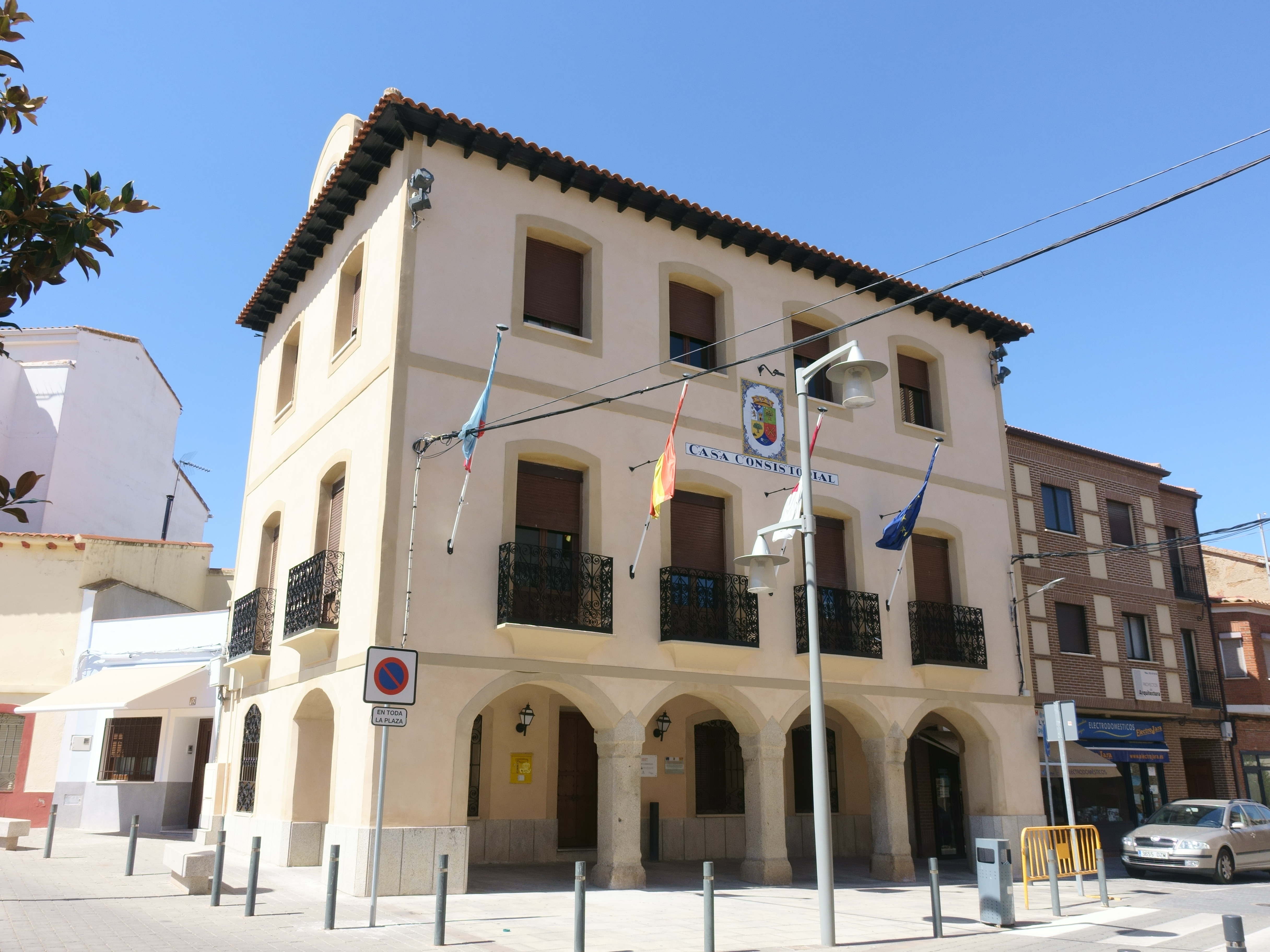
Rathaus

## Persönlichkeiten
- Fernando Jiménez de Gregorio (1911–2012), Archäologe, Historiker und Geograf
- Ricardo Peralta Ortega (* 1951), Politiker und Anwalt